# Harpactea zoiai
Harpactea zoiai är en spindelart som beskrevs av Gasparo 1999. Harpactea zoiai ingår i släktet Harpactea och familjen ringögonspindlar.
Artens utbredningsområde är Grekland. Inga underarter finns listade i Catalogue of Life.